# 猪尾鼠
猪尾鼠（学名：Typhlomys cinereus）为刺睡鼠科猪尾鼠属的动物。在中国大陆，分布于广西、贵州、福建、云南等地，一般生活于热带、亚热带森林（岩地），该物种的模式产地在福建西部。

## 亚种
- 猪尾鼠沙巴亚种（学名：Typhlomys cinereus chapensis），Osgood于1932年命名。在中国大陆，分布于贵州等地。该物种的模式产地在越南沙巴。[3]
- 猪尾鼠指名亚种（学名：Typhlomys cinereus cinereus），Milne-Edwards于1877年命名。在中国大陆，分布于广西、福建等地。该物种的模式产地在福建西部。[4]
- 猪尾鼠景东亚种（学名：Typhlomys cinereus jingdongensis），Wu et Wang于1984年命名。在中国大陆，分布于云南等地。该物种的模式产地在云南景东。[5]